# Tržaško pristanišče
Tržaško pristanišče (it. Porto di Trieste) je pristanišče, ki se nahaja ob Trstu, nedaleč od Slovenije.
Pristanišče je razdeljeno v pet delov:
- Franco Vecchio (Punto Franco "Vittorio Emanuele III")
- Franco Nuovo (Punto Franco "Duca d'Aosta")
- Lesni terminal

- Industrijski terminal
- Naftni terminal

Leta 2014 je pristanišče pretovorilo 57,153 milijona ton, 1% več kot predhodnje leto, večina tovora je tekočega - 56,585 milijona ton (2013). Ro-Ro ladje so leta 2014 pretovorile 297.194 vozil, kontejnerske ladje pa 206.011 TEU. Število potnikov je bilo 129.691, v primerjavi s 147.414 leta 2013.